# Пагіря Олександр Михайлович
Олександр Михайлович Пагіря (нар. 3 травня 1987 Ужгород) — український науковець, кандидат історичних наук, упорядник видання «Літопис УПА». 

## Життєпис
Олександр Пагіря народився 3 травня 1987 року в Ужгороді. Закінчив історичний факультет Київського національного університету імені Тараса Шевченка.
25 лютого 2013 року захистив кандидатську дисертацію «Відносини між ОУН(б) і УПА та збройними силами Угорщини в 1942-1945 рр.».
Олександр Пагіря викладав у Київському національному університеті. Заступник головного редактора відомого часопису «Український тиждень», науковий співробітник з видавничої діяльності Меморіального музею тоталітарних режимів «Територія Терору» (м. Львів).
Олександр Пагіря є автором сценарію документально-ігровий фільм українського режисера Тараса Химича «Легіон. Хроніка Української Галицької Армії 1918-1919», та науковим консультантом документальної стрічки «Срібна Земля. Хроніка Карпатської України 1919—1939».

## Доробок
- Олександр Пагіря. «Карпатська Січ. Військове формування Карпатської України». «Темпора», Київ. 2010. с. 152. ISBN 978-966-8201-86-8
- Олександр Пагіря. «Між війною та миром: відносини між ОУН і УПА та збройними силами Угорщини (1939-1945)». Торонто; Львів: Літопис УПА, 2014. с.581: фотоіл., факс., карти. ISBN 9789662105513
- Олександр Пагіря. Методичні рекомендації до теми «Західноукраїнські землі в міжвоєнний період. Карпатська Україна (1938-1939 рр.)»; Всеукраїнська громадська організація «Не будь байдужим!». Київ, 2011. 23 с. ISBN 978-966-2141-91-7
- «Закарпатські втікачі в СРСР через табори ГУЛАГу і БУЗУЛУК до рідних Карпат». Упорядники: Олексій Михайлович Корсун, Олександр Михайлович Пагіря. «Карпати». Ужгород. 2011. 768 с. ISBN 9789666713028
- «Карпатська Україна. Документи і матеріали. Хроніка подій.Персоналії». У двох томах. Том II. Карпатська Україна: Документи і матеріали / Упорядкування: Довганич Омелян Дмитрович, Корсун Олексій Михайлович, Пагіря Олександр Михайлович; передмова — Попович Михайло Андрійович. Ужгород: ВАТ «Видавництво „Закарпаття“», 2010.
- Филонович Василь Захарович. «Березневі дні Карпатської України»: (спогади); підготовка тексту, передмова, примітки — Олександр Пагіря. — Ужгород: «Ґражда», 2009. — 95 с. ISBN 978-966-8924-50-7 ISBN 966-347-019-4
- «Діяльність ОУН та УПА на території Центрально-Східної та Південної України» [Архівовано 16 вересня 2016 у Wayback Machine.]. Нац. акад. наук України, Ін-т укр. археографії та джерелознавства ім. М. С. Грушевського НАН України, Видавництво Літопис УПА, Галуз. держ. арх. Служби безпеки України; упорядники: Олександр Пагіря, В. Іванченко. — К.; Торонто: Літопис УПА, 2011. 1159 с.: фотогр. (Літопис УПА. Нова серія ; т. 18). ISBN 978-966-2105-36-0
- Олександр Пагіря. Карпатська Україна в документах Другої Речі Посполитої: у 2 кн. — Львів: Видавництво УКУ, 2024. — 1336 с.

Публікації
- Олександр Пагіря. «Нескорені. Чому українські повстанці не стали нацистськими та совєтськими колаборантами» [Архівовано 17 листопада 2016 у Wayback Machine.] // Український тиждень. – № 41 (258) від 11 жовтня 2012 р.
- Олександр Пагіря. «Ліквідація Греко-Католицької Церкви на Закарпатті у 1945—1949 рр». [Архівовано 17 листопада 2016 у Wayback Machine.] // Меморіальний музей тоталітарних режимів «Територія Терору»
- Олександр Пагіря. «Обличчям до Сходу» [Архівовано 12 березня 2017 у Wayback Machine.] // Український тиждень, 20.01.2011
- Олександр Пагіря. «Гуцульський зрив» [Архівовано 22 травня 2017 у Wayback Machine.] // Український тиждень, №46 (159), 12 листопада 2010
- Олександр Пагіря. «Місця нацистського терору на території Тернопільщини, 1941–1944 рр.» // Меморіальний музей тоталітарних режимів «Територія Терору»
- Олександр Пагіря. «Лев Прхала — загадковий міністр Карпатської України» [Архівовано 21 квітня 2017 у Wayback Machine.] // KarpatNews
- Олександр Пагіря. «Жіноча Січ» [Архівовано 5 березня 2016 у Wayback Machine.] // Україна молода, № 047, 13 березня 2010
- Олександр Пагіря. «Клімат творить історію» [Архівовано 20 червня 2015 у Wayback Machine.] // Український тиждень, № 29 (246), 20.07.2012
- Олександр Пагіря. «На скривавленій землі» [Архівовано 23 грудня 2016 у Wayback Machine.] // Український тиждень, № 34 (199), 19.08.2011
- Олександр Пагіря. «Інопланетне вторгнення. Радянізація Західної України» [Архівовано 16 липня 2013 у WebCite] // Український тиждень, 2013-05-19
- Олександр Пагіря. «Життя в умовах радянської окупації Західної України у 1939–1941 роках» // Меморіальний музей тоталітарних режимів «Територія Терору»
- Олександр Пагіря. «Угорський терор в Карпатській Україні навесні 1939 року»  // Меморіальний музей тоталітарних режимів «Територія Терору»
- Олександр Пагіря. «Місця нацистського терору на території Івано-Франківщини, 1941–1944 рр.» // Меморіальний музей тоталітарних режимів «Територія Терору»
- Олександр Пагіря. «Повсякденне життя вояків Української повстанської армії» [Архівовано 22 грудня 2016 у Wayback Machine.] // Меморіальний музей тоталітарних режимів «Територія Терору»
- Олександр Пагіря. «Польський терор у Карпатській Україні, 1938–1939 рр.» [Архівовано 22 грудня 2016 у Wayback Machine.] // Меморіальний музей тоталітарних режимів «Територія Терору»